# The New Colony Six
The New Colony Six war eine erstmals 1965 gegründete US-amerikanische Pop-Band und war nach ihrer Auflösung im Jahr 1974 nochmals ab dem Jahr 1988 bis 2007 aktiv.

## Geschichte
Die Gruppe The New Colony Six veröffentlichte ab Mitte der 1960er Jahre einige Middle-of-the-Road-Songs und hatte damit 15 Charterfolge. Mit dem Song I will always think about you hatten sie im Jahr 1968 einen Erfolg in den US-Charts und erreichten Platz 22, im Jahr 1969 landeten sie mit Things I’d like to say auf Platz 16; die Gruppe trennte sich 1974. Im Jahr 1988 fand die Gruppe wieder zusammen und nahm bis 2007 vier weitere Alben auf.

## Diskografie

### Alben
| Jahr | Titel                 | Höchstplatzierung, Gesamtwochen, AuszeichnungChartsChartplatzierungen (Jahr, Titel, Platzierungen, Wochen, Auszeichnungen, Anmerkungen) | Anmerkungen |
| Jahr | Titel                 | US | Anmerkungen |
| ---- | --------------------- | --- | ----------- |
| 1967 | Colonization          | US172 (7 Wo.)US |             |
| 1968 | Revelations           | US157 (6 Wo.)US |             |
| 1969 | Attacking a Straw Man | US179 (4 Wo.)US |             |

Weitere Alben
- 1966: Breakthrough
- 1993: Colonized! The Best of New Colony Six
- 1993: At the River's Edge
- 2005: Treat Her Groovy
- 2007: Sides

### Singles
| Jahr | Titel Album                                    | Höchstplatzierung, Gesamtwochen, AuszeichnungChartsChartplatzierungen (Jahr, Titel, Album, Platzierungen, Wochen, Auszeichnungen, Anmerkungen) | Anmerkungen |
| Jahr | Titel Album                                    | US | Anmerkungen |
| ---- | ---------------------------------------------- | --- | ----------- |
| 1966 | I Confess Breakthrough                         | US80 (4 Wo.)US |             |
| 1967 | Love You So Much Colonization                  | US61 (6 Wo.)US |             |
| 1968 | I Will Always Think About You Revelations      | US22 (13 Wo.)US |             |
| 1968 | Can’t You See Me Cry Revelations               | US52 (8 Wo.)US |             |
| 1968 | Things I’d Like To Say Revelations             | US16 (16 Wo.)US |             |
| 1969 | I Could Never Lie To You Attacking a Straw Man | US50 (8 Wo.)US |             |
| 1969 | I Want You To Know Attacking a Straw Man       | US65 (6 Wo.)US |             |
| 1970 | Barbara, I Love You Attacking a Straw Man      | US78 (5 Wo.)US |             |
| 1971 | Roll On                                        | US56 (9 Wo.)US |             |
| 1971 | Long Time To Be Alone                          | US93 (4 Wo.)US |             |